# Area di stazionamento

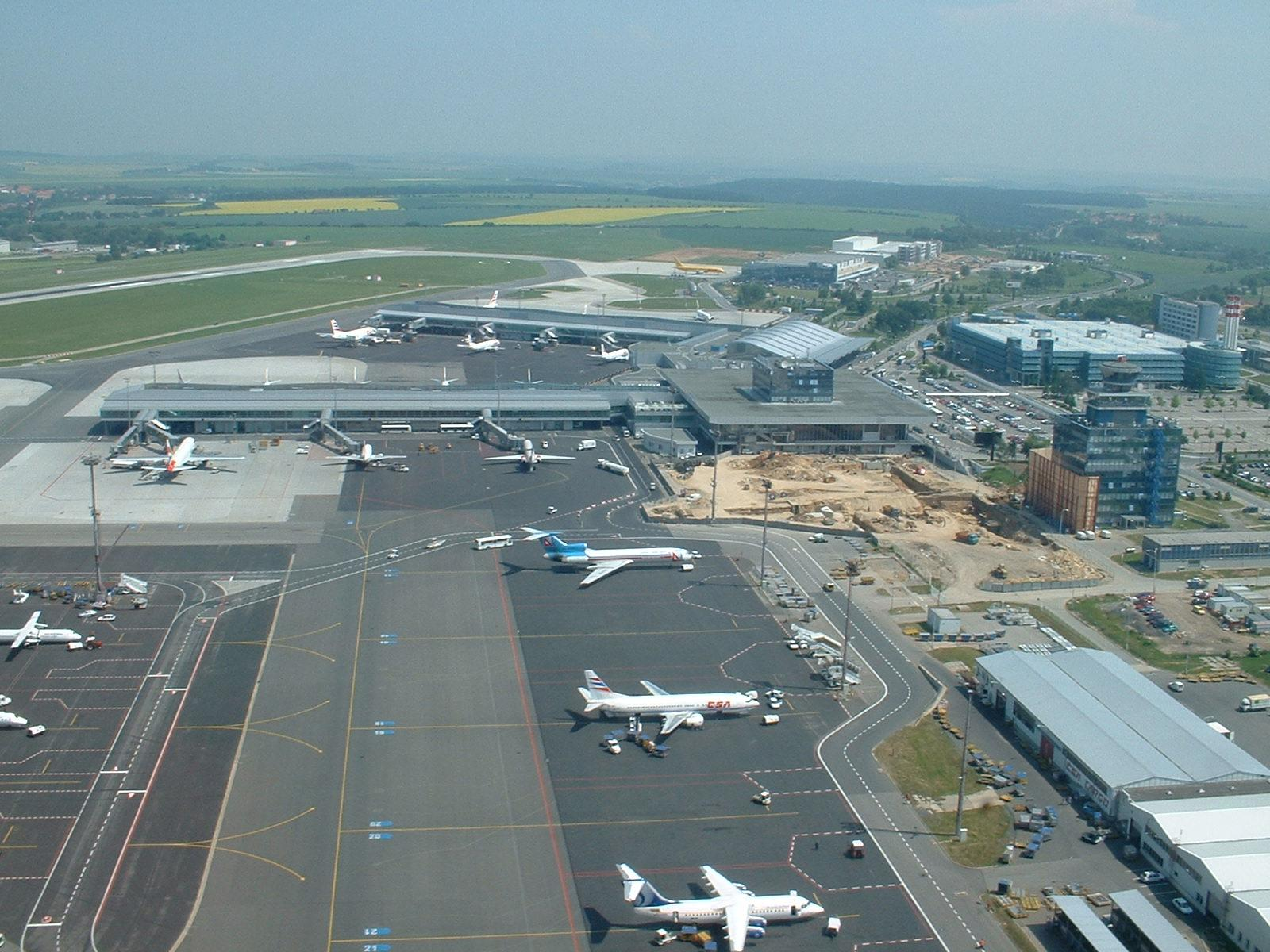
L'area di stazionamento dell'Aeroporto di Praga-Ruzyně nella Repubblica Ceca

L'area di stazionamento (apron secondo la denominazione ICAO) è l'area di un aeroporto in cui gli aeromobili sono parcheggiati, vengono scaricati, caricati e riforniti e dove vengono imbarcati o sbarcati i passeggeri.
L'ICAO definisce l'area di stazionamento come non facente parte dell'area di manovra. L'insieme di tutti i veicoli, gli aeromobili e le persone che utilizzano l'area di stazionamento, si definisce traffico di stazionamento.
Anche se l'uso dell'area di stazionamento è regolato da normative, come i dispositivi di illuminazione sui veicoli, è in genere più accessibile agli utenti rispetto alle piste di decollo/atterraggio o vie di rullaggio. Tuttavia, l'area di stazionamento di solito non è aperta al pubblico e può essere necessario richiedere un permesso per ottenere l'accesso.
Negli aeroporti con traffico significativo è necessario coordinare gli utenti e dunque l'uso dell'area viene controllato dal servizio di gestione del piazzale (servizio di controllo dello stazionamento o di consulenza sullo stazionamento), fornito dalla torre di controllo da parte del gestore del controllo del traffico aereo di terminale, in coordinamento con il gestore aeroportuale, nell'ambito del Servizio Informazioni Volo Aeroportuale.